# (4831) Baldwin
(4831) Baldwin – planetoida z grupy pasa głównego asteroid okrążająca Słońce w ciągu 5,45 lat w średniej odległości 3,1 j.a. Odkrył ją Schelte Bus 14 września 1988 roku w Międzyamerykańskim Obserwatorium Cerro Tololo. Nazwa planetoidy pochodzi od amerykańskiego astronoma Ralpha Baldwina (ur. 1912), autora pionierskich prac o uderzeniowym pochodzeniu kraterów księżycowych.